# لنگرماهی سرپولکی
لنگرماهی سرپولکی (نام علمی: Artedius harringtoni) نام یک گونه از سرده آرتدیوس است.